# Provincia Nonthaburi
Nonthaburi (în thailandeză นนทบุรี) este o provincie (changwat) din Thailanda. Situată în regiunea de Centru, provincia Nonthaburi are în componența sa 6 districte (amphoe), 52 de sub-districte (tambon) și 309 de sate (muban). 
Cu o populație de 1.055.199 de locuitori și o suprafață totală de 622,3 km2, Nonthaburi este a 19-a provincie din Thailanda ca mărime după numărul populației și a 74-a după mărimea suprafeței.